# Anii 1170
Secole: Secolul al XI-lea - Secolul al XII-lea - Secolul al XIII-lea
Decenii: Anii 1120 Anii 1130 Anii 1140 Anii 1150 Anii 1160 - Anii 1170 - Anii 1180 Anii 1190 Anii 1200 Anii 1210 Anii 1220
Ani: 1170 1171 1172 1173 1174 1175 1176 1177 1178 1179